# 日本科学史学会
日本科学史学会（にっぽんかがくしがっかい、英語：The History of Science Society of Japan）は、科学史および技術史の研究の進歩と普及をはかることを目的とする学会である。1941年に発会し、同年『科学史研究』を創刊した。

## 沿革
- 1941年 日本科学史学会発会、『科学史研究』を創刊
- 1962年 Japanese Studies in the History of Science を創刊（1980年からHistoria Scientiarum）
- 1964年 日本科学史学会編『日本科学技術史大系』（～1972年、全25巻、別巻）を刊行
- 1974年 国際科学史学会を開催

## 歴代会長
- 桑木彧雄（1941年度 - 1944年度）
- 小倉金之助（1948年度 - 1959年度）
- 三枝博音（1960年度 - 1964年度）
- 加茂儀一（1965年度 - 1968年度）
- 湯浅光朝（1969年度 - 1980年度）
- 平田寛（1981年度 - 1982年度）
- 黒田孝郎（1983年度 - 1988年度）
- 山崎俊雄（1989年度 - 1992年度）
- 菊池俊彦（1993年度 - 2000年度）
- 伊東俊太郎（2001年度 - 2008年度）
- 道家達将（2009年度 - 2012年度）
- 板倉聖宣（2013年度 - 2016年度）
- 斎藤憲（2017年度 - 2018年度）
- 木本忠昭  (2019年度 - )

## 支部・分科会
北海道支部・東北支部・関東支部・東海支部・京都支部・阪神支部・中国支部・四国支部・生物学史分科会・技術史分科会